# 北陸鐵道
北陸鐵道株式會社（日语：／ Hokuriku Tetsudō）是一家總部位於石川縣金澤市的中小型民營鐵路公司，主要在石川縣經營鐵路和公共汽車 (包括高速巴士和觀光巴士)。

## 鐵路事業
北陸鐵道現時經營兩條客運路線，分別為石川線及淺野川線。2023年1月31日，北陸鐵道向國土交通省北陸信越運輸局申請調整石川線及淺野川線的票價，並於3月10日獲得核准，為該公司自2019年10月以來再度調漲票價；而此次票價的平均漲幅為11.1%。
2024年12月26日，國土交通省北陸信越運輸局核准北陸鐵道申請的重組計劃。該計畫將自2025年4月1日持續至2040年3月31日，並採用上下分離方式實施；其中北陸鐵道負責其鐵路線的營運和管理，而相關鐵道設施的整建及修繕費用則由金澤市、白山市、野野市市及內灘町共同分擔。

### 使用車輛
石川線
- 7000系
- 7700系

淺野川線
- 03系

### 現有路線

北陸鐵道路線圖

| 中文線名 | 日文線名 | 起點            | 終點        | 距離（公里） |
| -------- | -------- | --------------- | ----------- | ------------ |
| 石川線   |          | 野町（I01）     | 鶴來（I17） | 13.8         |
| 淺野川線 |          | 北鐵金澤（A01） | 內灘（A12） | 6.8          |

## 巴士事業
2023年7月6日，北陸鐵道向國土交通省北陸信越運輸局申請調漲行經金澤市等地的巴士票價，並於8月25日獲得核准，為該公司時隔26年再度調漲票價；此次票價的平均調整幅度為3.96%，並於10月1日實施。2025年2月17日，北月鐵道宣布於3月14日停止金澤及能登地區共8條公車路線的營運。

## 外部連接
北陸鐵道官方網站（日文）（页面存档备份，存于）